# Ministerstwo Edukacji Narodowej (2006–2020)

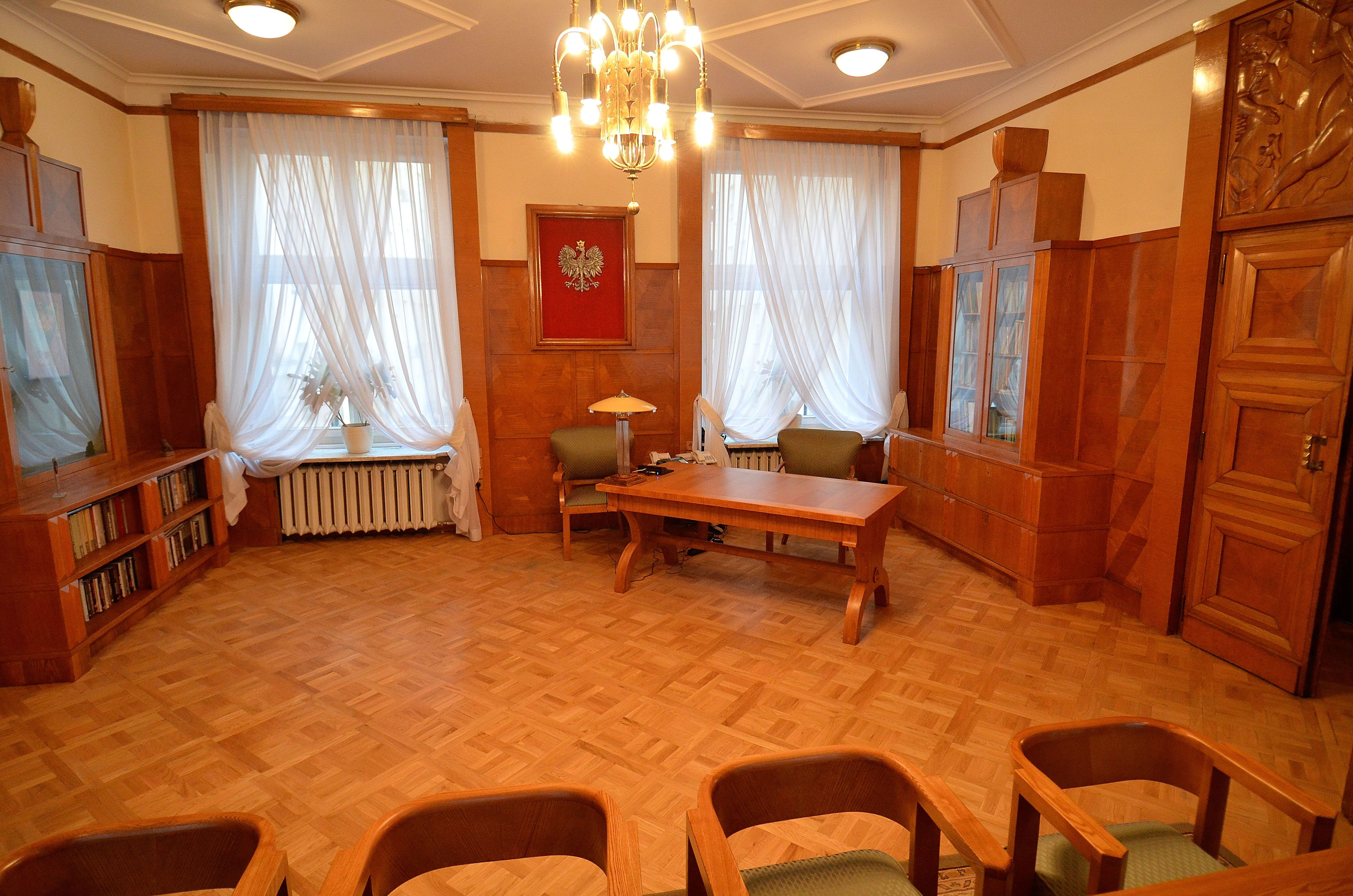
Gabinet ministra

Ministerstwo Edukacji Narodowej (MEN) – polski urząd administracji rządowej obsługujący ministra właściwego do spraw działu administracji rządowej oświata i wychowanie, przywrócony 5 maja 2006 w wyniku podziału Ministerstwa Edukacji i Nauki na MEN i Ministerstwo Nauki i Szkolnictwa Wyższego. Zlikwidowany, w jego miejsce od 1 stycznia 2021 istniało Ministerstwo Edukacji i Nauki.

## Kierownictwo (na dzień zniesienia ministerstwa)
- Przemysław Czarnek (PiS) – minister edukacji i nauki od 19 października 2020
- Marzena Machałek (PiS) – sekretarz stanu od 10 marca 2017
- Dariusz Piontkowski (PiS) – sekretarz stanu od 23 października 2020
- Maciej Kopeć (PiS) – podsekretarz stanu od 4 stycznia 2016
- Sławomir Adamiec – dyrektor generalny

## Główne zadania
- sprawy związane z wychowaniem przedszkolnym, kształceniem ogólnokształcącym, specjalnym i zawodowym;
- ustalanie programów, podręczników i środków dydaktycznych nauczania;
- opracowanie egzaminów zewnętrznych;
- pomoc stypendialna dla uczniów;
- zatrudnianie nauczycieli, ich awanse i wynagrodzenia;
- polityka państwa dla młodzieży;
- organizowanie roku szkolnego.

## Struktura organizacyjna
W skład ministerstwa wchodzi Gabinet Polityczny Ministra oraz następujące jednostki organizacyjne
- Departament Ekonomiczny
- Departament Funduszy Strukturalnych
- Departament Informacji i Promocji
- Departament Kształcenia Ogólnego
- Departament Podręczników, Programów i Innowacji
- Departament Prawny
- Departament Strategii, Kwalifikacji i Kształcenia Zawodowego
- Departament Współpracy Międzynarodowej
- Departament Współpracy z Samorządem Terytorialnym
- Departament Wychowania i Kształcenia Integracyjnego
- Biuro Administracyjne
- Biuro Kontroli
- Biuro Organizacyjne
- Samodzielne Stanowisko do spraw Audytu Wewnętrznego.

Jednostki organizacyjne podległe ministrowi:
- Centralna Komisja Egzaminacyjna z siedzibą w Warszawie
- Centrum Informatyczne Edukacji z siedzibą w Warszawie
- Ośrodek Rozwoju Edukacji w Warszawie
- Ośrodek Rozwoju Polskiej Edukacji za Granicą z siedzibą w Warszawie

Jednostki organizacyjne nadzorowane przez ministra:
- Instytut Badań Edukacyjnych z siedzibą w Warszawie

Jednostki organizacyjne nadzorowane przez ministra wspólnie z innymi organami:
- Centrum Nauki Kopernik z siedzibą w Warszawie

## Historia
Pierwszym centralnym urzędem państwowym w Polsce właściwym w sprawach oświaty i wychowania była utworzona 14 października 1773 Komisja Edukacji Narodowej, uznawana za pierwsze w świecie ministerstwo nauki, oświaty i wychowania. Po okresie rozbiorów zostało utworzone 3 stycznia 1918 Ministerstwo Wyznań Religijnych i Oświecenia Publicznego. Po II wojnie światowej resort właściwy dla spraw oświaty i wychowania nosił różne nazwy i miał różne zakresy działania.
W 1945 Ministerstwo Oświaty założyło Państwowe Zakłady Wydawnictw Szkolnych (od 1974 Wydawnictwa Szkolne i Pedagogiczne).
W latach 1951–1972 w Ministerstwie (wtedy, Oświaty) istniała m.in. jednostka zajmująca się akcjami kolonijnymi (Pełnomocnik Rządu do Spraw Wczasów dla Dzieci i Młodzieży).
W 2019 Ministerstwo Edukacji Narodowej nie zdołało zapobiec rozpoczęciu 8 kwietnia ogólnopolskiego strajku nauczycieli, do którego przystąpiło blisko 2/3 ogółu publicznych placówek oświaty. 
Ministerstwo zostało zlikwidowane na mocy rozporządzenia Rady Ministrów z dnia 17 grudnia 2020 r. w sprawie utworzenia Ministerstwa Edukacji i Nauki oraz zniesienia Ministerstwa Edukacji Narodowej i Ministerstwa Nauki i Szkolnictwa Wyższego, a w jego miejsce od 1 stycznia 2021 zostało utworzone Ministerstwo Edukacji i Nauki.

## Siedziba
- Siedzibą Ministerstwa jest gmach Ministerstwa Wyznań Religijnych i Oświecenia Publicznego w Warszawie. Budynek wybudowany w latach 1925–1930 według projektu profesora Zdzisława Mączeńskiego dla ówczesnego Ministerstwa Wyznań Religijnych i Oświecenia Publicznego.

## Mauzoleum Walki i Męczeństwa w Warszawie
Muzeum mieści się w dawnej siedzibie Gestapo w alei Jana Chrystiana Szucha 25 i jest filią Muzeum Więzienia Pawiak będącego oddziałem Muzeum Niepodległości.

## Lista ministrów edukacji narodowej (2006-2020)
- Roman Giertych (LPR) od 5 maja 2006 do 13 sierpnia 2007
- Ryszard Legutko (bezpartyjny) od 13 sierpnia 2007 do 16 listopada 2007
- Katarzyna Hall (bezpartyjna) od 16 listopada 2007 do 18 listopada 2011
- Krystyna Szumilas (PO) od 18 listopada 2011 do 27 listopada 2013
- Joanna Kluzik-Rostkowska (PO) od 27 listopada 2013 do 16 listopada 2015
- Anna Zalewska (PiS) od 16 listopada 2015 do 4 czerwca 2019
- Dariusz Piontkowski (PiS) od 4 czerwca 2019 do 19 października 2020
- Przemysław Czarnek (PiS) od 19 października 2020 do 31 grudnia 2020